# Eva Ibbotson
Eva Ibbotson (Viena, 21 de enero de 1925-Newcastle, Inglaterra, 20 de octubre de 2010) fue una escritora austriaca, nacionalizada británica, que escribió novela infantil y para adultos desde 1965 y hasta su fallecimiento.

## Biografía
Eva Ibbotson nació en Viena (Austria) en 1925, pero cuando Hitler subió al poder en Alemania su familia decidió trasladarse a Inglaterra donde residió hasta su fallecimiento en 2010. Estudió fisiología en la universidad de Bedford College, donde obtuvo el graduado en 1945, después se fue a la Universidad de Cambridge, y terminó estudiando en la Universidad de Durham donde se graduó con un diploma en educación en 1965. Intentó ser fisióloga como su padre, pero esto no le convenció. Poco después se casó y formó una familia (tuvo una hija y tres hijos que son ya adultos). Con estos descubrió que a los niños les encantan las historias de fantasmas, magos y brujas, y a partir de ese momento empezó a escribir novelas para niños sobre estos temas. También escribió novelas para adultos combinando las dos sin ningún problema.

## Premios
Con el libro El concurso de brujas quedó en segundo lugar en los premios Carnegie Medal. El secreto del andén 13 ganó el premio Smarties, y con su libro Maia se va al Amazonas fue finalista del premio Whitbread Libro del Año para Niños y ganó, de nuevo, el premio Smarties.